# کاروانسرای می‌شوند
کاروانسرای می‌شوند مربوط به دوره صفوی است و در شهرستان پل‌دختر، روستای چشمک واقع شده و این اثر در تاریخ ۲۵ اسفند ۱۳۷۹ با شمارهٔ ثبت ۳۰۵۰ به‌عنوان یکی از آثار ملی ایران به ثبت رسیده است.